# Manduria
Manduria es una localidad italiana de la provincia de Tarento, región de Apulia,  con 31.753 habitantes.
Situada en la parte norte de la Península de Salento, la ciudad es conocida como «ciudad de los mesapios» y «ciudad del primitivo», una variedad de uva tinta muy cultivada en la zona.
Fue ya una antigua ciudad de la antigua Calabria (después Pulla) en el territorio de los salentinos, a menos de 40 km de Tarento. Probablemente pertenecía a los salentinos o a los mesapios. Actualmente es un municipio de la provincia de Tarento, Italia.
Fue teatro de la derrota del rey de Esparta, Arquidamo II , hijo de Agesilao II. La batalla de Manduria se libró el 3 de agosto del 338 a. C., el mismo día que la batalla de Queronea.
En la segunda guerra púnica se rebeló en favor de Cartago, pero fue asaltada por Fabio Máximo (209 a. C.) un poco antes de recuperar Tarento. Seguramente fue destruida ya que no aparece como un municipio durante el periodo romano y Plinio el Viejo no la menciona en su lista de ciudades del sudeste de Italia. Tras ser refundada, fue destruida de nuevo por los sarracenos, probablemente en el siglo VIII o IX. Fue refundada de nuevo, esta vez con el nombre de Casalnuovo. A fines del siglo XVIII, por concesión del rey de las Dos Sicilias, recuperó su antiguo nombre.
Las ruinas históricas aún se pueden ver y son bastante importantes. Además de las murallas con un doble circuito, quedan restos de calles y algunos edificios.

## Evolución demográfica
| Gráfica de evolución demográfica de Manduria entre 1861 y 2001 |
|                                                                |
| Fuente ISTAT - elaboración gráfica de Wikipedia                |